# Movistar Team/Saison 2021
Diese Liste beschreibt die Siege und den Kader des Radsportteams Movistar in der Saison 2021.

## Siege
| Siege    | Siege                               | Siege      | Siege  | Siege              | Siege |
| Datum    | Rennen                              | Staat      | Klasse | Sieger             |       |
| -------- | ----------------------------------- | ---------- | ------ | ------------------ | ----- |
| 3. Apr.  | Gran Premio Miguel Induráin         | Spanien    | 1.Pro  | Alejandro Valverde |       |
| 16. Apr. | Valencia-Rundfahrt, 3. Etappe       | Spanien    | 2.Pro  | Enric Mas          |       |
| 30. Apr. | Tour de Romandie, 3. Etappe         | Schweiz    | 2.UWT  | Marc Soler         |       |
| 1. Mai   | Asturien-Rundfahrt, 2. Etappe       | Spanien    | 2.1    | Héctor Carretero   |       |
| 18. Mai  | Andalusien-Rundfahrt, 1. Etappe     | Spanien    | 2.Pro  | Gonzalo Serrano    |       |
| 20. Mai  | Andalusien-Rundfahrt, 3. Etappe     | Spanien    | 2.Pro  | Miguel Ángel López |       |
| 22. Mai  | Andalusien-Rundfahrt, Gesamtwertung | Spanien    | 2.Pro  | Miguel Ángel López |       |
| 4. Jun.  | Critérium du Dauphiné, 6. Etappe    | Frankreich | 2.UWT  | Alejandro Valverde |       |
| 8. Jun.  | Mont Ventoux Dénivelé Challenges    | Frankreich | 1.1    | Miguel Ángel López |       |
| 12. Jun. | Route d'Occitanie, 3. Etappe        | Frankreich | 2.1    | Antonio Pedrero    |       |
| 13. Jun. | Route d'Occitanie, Gesamtwertung    | Frankreich | 2.1    | Antonio Pedrero    |       |
| 2. Sep.  | Vuelta a España, 18. Etappe         | Spanien    | 2.UWT  | Miguel Ángel López |       |
| 30. Sep. | Giro di Sicilia, 3. Etappe          | Italien    | 2.1    | Alejandro Valverde |       |

### Weitere Siege
| Datum    | Rennen                                             | Kat. | Fahrer         |
| -------- | -------------------------------------------------- | ---- | -------------- |
| 26. Juni | Puerto-Ricanische Meisterschaft – Einzelzeitfahren | CN   | Abner Gonzalez |
| 27. Juni | Puerto-Ricanische Meisterschaft – Straßenrennen    | CN   | Abner Gonzalez |

## Fahrer
| Teamkader 2021                            | Teamkader 2021     | Teamkader 2021         | Teamkader 2021                           |
| Name                                      | Geburtsdatum       | Land                   | Vorheriges Team                          |
| ----------------------------------------- | ------------------ | ---------------------- | ---------------------------------------- |
| Juan Diego Alba                           | 11. September 1997 | Kolumbien              | Coldeportes-Zenú (2019)                  |
| Jorge Arcas                               | 8. Juli 1992       | Spanien                | Lizarte (2015)                           |
| Héctor Carretero                          | 28. Mai 1995       | Spanien                | Lizarte (2016)                           |
| Dario Cataldo                             | 17. März 1985      | Italien                | Astana (2019)                            |
| Gabriel Cullaigh                          | 8. April 1996      | Vereinigtes Königreich | Team Wiggins Le Col (2019)               |
| Iñigo Elosegui                            | 6. März 1998       | Spanien                | Lizarte (2019)                           |
| Imanol Erviti                             | 15. November 1983  | Spanien                |                                          |
| Iván García Cortina                       | 20. November 1995  | Spanien                | Bahrain McLaren (2020)                   |
| Abner González                            | 9. Oktober 2000    | Puerto Rico            | Inteja-Imca-Ridea DCT (2019)             |
| Juri Hollmann                             | 30. August 1999    | Deutschland            | Heizomat rad-net.de (2019)               |
| Johan Jacobs                              | 1. März 1997       | Schweiz                | Lotto-Soudal U23 (2019)                  |
| Matteo Jorgenson                          | 1. Juli 1999       | Vereinigte Staaten     | Chambéry CF (2019)                       |
| Miguel Ángel López (1. Jan.–30. Sep.)     | 4. Februar 1994    | Kolumbien              | Astana (2020)                            |
| Lluís Mas                                 | 15. Oktober 1989   | Spanien                | Caja Rural-Seguros RGA (2018)            |
| Enric Mas                                 | 7. Januar 1995     | Spanien                | Deceuninck-Quick Step (2019)             |
| Sebastián Mora                            | 19. Februar 1988   | Spanien                | Caja Rural-Seguros RGA (2019)            |
| Gregor Mühlberger                         | 4. April 1994      | Österreich             | Bora-Hansgrohe (2020)                    |
| Mathias Norsgaard                         | 5. Mai 1997        | Dänemark               | Riwal Readynez (2019)                    |
| Nélson Oliveira                           | 6. März 1989       | Portugal               | Lampre-Merida (2015)                     |
| Antonio Pedrero                           | 23. Oktober 1991   | Spanien                | Inteja-MMR Dominican cycling team (2015) |
| José Joaquín Rojas                        | 8. Juni 1985       | Spanien                | Astana (2006)                            |
| Einer Rubio                               | 22. Februar 1998   | Kolumbien              | Aran Vejus (2019)                        |
| Sergio Samitier                           | 31. August 1995    | Spanien                | Euskadi Basque Country-Murias (2019)     |
| Gonzalo Serrano                           | 17. August 1994    | Spanien                | Caja Rural-Seguros RGA (2020)            |
| Marc Soler                                | 22. November 1993  | Spanien                | Lizarte-AD Galibier (2014)               |
| Albert Torres                             | 26. April 1990     | Spanien                | Inteja-Dominican cycling team (2018)     |
| Alejandro Valverde                        | 25. April 1980     | Spanien                | Comunidad Valenciana-Kelme (2004)        |
| Carlos Verona                             | 4. November 1992   | Spanien                | Mitchelton-Scott (2018)                  |
| Davide Villella                           | 27. Juni 1991      | Italien                | Astana (2019)                            |
|                                           |                    |                        |                                          |
| Quellen: ProCyclingStats Cycling Archives |                    |                        |                                          |